# Pavlo Kyrylenko
Pavlo Kyrylenko, ukrainien : Павло Олександрович Кириленко, né le 5 mai 1986 à Makiïvka est un homme politique et militaire Ukrainien.
Il est le gouverneur de l'oblast de Donetsk et depuis la loi martiale induite par l'Invasion de l'Ukraine par la Russie en 2022, le chef de l'administration militaire de l'oblast.
M. Kyrylenko a le grade de lieutenant-colonel.
Le 5 septembre 2023, le gouvernement ukrainien a approuvé sa démission de son poste de gouverneur.